# The Secret Disco Revolution
Pour plus de détails, voir Fiche technique et Distribution.
The Secret Disco Revolution est un film canadien réalisé par Jamie Kastner, sorti en 2012.

## Synopsis
Le documentaire revient sur la mode du disco.

## Fiche technique
- Titre : The Secret Disco Revolution
- Réalisation : Jamie Kastner
- Scénario : Jamie Kastner
- Musique : Jamie Shields, David Wall et Adam B. White
- Narration : Peter Keleghan
- Photographie : Derek Rogers
- Montage : Greg West
- Production : Jamie Kastner
- Société de production : Cave 7 Productions
- Société de distribution : Screen Media Films (États-Unis)
- Pays :  Canada,  France,  États-Unis,  Émirats arabes unis et  Royaume-Uni
- Genre : Documentaire
- Durée : 90 minutes
- Dates de sortie : 
  - Canada : 8 septembre 2012 (Festival international du film de Toronto)

## Accueil
Le film a reçu un accueil mitigé de la critique. Il obtient un score moyen de 56 % sur Metacritic.